# オグラララコタ郡 (サウスダコタ州)
オグラララコタ郡（英: Oglala Lakota County）は、アメリカ合衆国サウスダコタ州の南西部に位置する郡である。2010年国勢調査での人口は13,586人であり、2000年の12,466人から12.0％増加した。郡庁所在地は無く、同郡で人口最大の町は国勢調査指定地域であるパインリッジ（人口3,308人）である。

## 概要
オグラララコタ郡はその全体がパインリッジ・インディアン居留地の中にあり、バッドランズ国立公園の部分を含んでいる。世帯当たり収入の中央値はアメリカ合衆国の郡の中で48番目に少ない。
近年、住民は政治的に活発になり、州や国の選挙で投票している。2002年の有権者登録が民主党のアメリカ合衆国上院議員候補に有利となり、僅差でティム・ジョンソンを送り出すことになった。2004年の大統領選挙では民主党の大統領候補（ジョン・ケリー）に85％が投票して全米でも最高率となり、2008年のバラク・オバマに至っては88.69％となった。アルコール飲料を禁じる「ドライ」の郡である。
オグラララコタ郡はトッド郡と共に独自の郡庁所在地を持たない2つの郡の1つである。隣接するフォールリバー郡のホットスプリングス市がオグラララコタ郡の管理センターの役目を果たしている。またその全域がインディアン居留地の中にあることではサウスダコタ州の5つの郡の1つである。
オグラララコタ郡はワシャボー郡と共に1982年まで組織化されていないことで、アメリカ合衆国の郡の中では最後のものだった（ワシャボー郡はこの年に廃止）。この年に組織化され自治憲章を与えられたが、隣接するフォールリバー郡との契約によって、監査官、財務官および不動産登記官の職を委託している。
オグラララコタ郡の人間開発指数（人々の生活の質や発展度合いを示す指標）は0.703であり、アメリカ合衆国平均の0.950に比べて異常なほど低い。

## 地理
アメリカ合衆国国勢調査局に拠れば、郡域全面積は2,097平方マイル (5,430 km2)であり、このうち陸地は2,094平方マイル (5,423 km2)、水域は3平方マイル (7 km2)で水域率は0.13％である。郡内にはリトルホワイト川の水源がある。

### 主要高規格道路
- アメリカ国道18号線
- サウスダコタ州道40号線
- サウスダコタ州道391号線
- サウスダコタ州道407号線

### 隣接する郡
- ペニントン郡 - 北
- ジャクソン郡 - 北東
- ベネット郡 - 東
- シェリダン郡 (ネブラスカ州) - 南
- ドーズ郡 (ネブラスカ州) - 南西
- フォールリバー郡 - 西
- カスター郡 - 北西

### 国立保護地域
- バッドランズ国立公園（部分）

## 人口動態
以下は2000年の国勢調査による人口統計データである。
| 基礎データ - 人口: 12,466人 - 世帯数: 2,785 世帯 - 家族数: 2,353 家族 - 人口密度: 2人/km2（6人/mi2） - 住居数: 3,123軒 - 住居密度: 1軒/km2（2軒/mi2） 人種別人口構成 - 白人: 4.51% - アフリカン・アメリカン: 0.08% - ネイティブ・アメリカン: 94.20% - アジア人: 0.02% - 太平洋諸島系: 0.05% - その他の人種: 0.22% - 混血: 0.91% - ヒスパニック・ラテン系: 1.42% 年齢別人口構成 - 18歳未満: 45.3% - 18-24歳: 10.6% - 25-44歳: 25.6% - 45-64歳: 13.8% - 65歳以上: 4.8% - 年齢の中央値:21歳 - 性比（女性100人あたり男性の人口） - 総人口: 99.6 - 18歳以上: 95.6 | 世帯と家族（対世帯数） - 18歳未満の子供がいる: 51.7% - 結婚・同居している夫婦:35.4% - 未婚・離婚・死別女性が世帯主: 36.4% - 非家族世帯: 15.5% - 単身世帯: 13.2% - 65歳以上の老人1人暮らし: 3.0% - 平均構成人数 - 世帯: 4.36人 - 家族: 4.72人 収入と家計 - 収入の中央値 - 世帯: 20,916米ドル - 家族: 20,897米ドル - 性別 - 男性: 25,170米ドル - 女性: 22,594米ドル - 人口1人あたり収入: 6,286米ドル - 貧困線以下 - 対人口: 52.3% - 対家族数: 45.1% - 18歳未満: 60.8% - 65歳以上: 36.0% |

## 都市と町

### 町
- ベイツランド

### 国勢調査指定地域
- カイル
- マンダーソン・ホワイトホースクリーク
- オグララ
- パインリッジ
- ポーキュパイン
- ウンデッド・ニー

### その他の町
- レッドシャート

### 郡区
オグラララコタ郡はイーストシャノンとウェストシャノンの2つの未編入領域に分けられている。